# Hajdina
Hajdina, uttal [xai̯ˈdiːna]; slovenska: Občina Hajdina, är en liten kommun belägen på högra stranden av floden Drava nära Ptuj i nordöstra Slovenien. Antal invånare är 3 879 (1/1 2020) och kommunens yta är 21.80 km². Hajdinas administrativa säte är Zgornja Hajdina. Området är en del av den traditionella regionen Stajerska. Kommunen ingår nu i den statistiska regionen Drava. Sevärdheter är relikter från den romerska bosättningen Poetovio och församlingskyrkan Saint Martin i Zgornja Hajdina.